# Pachataxa
Pachataxa är ett släkte av svampdjur. Pachataxa ingår i familjen Calthropellidae.
Kladogram enligt Catalogue of Life:
| Pachataxa | \| \| Pachataxa enigmatica \| \| \| \| \| \| Pachataxa lithistina \| \| \| \| \| \| Pachataxa lutea \| \| \| \| |
|           | \| \| Pachataxa enigmatica \| \| \| \| \| \| Pachataxa lithistina \| \| \| \| \| \| Pachataxa lutea \| \| \| \| |
|           | Calthropella |
|           | |
|           | Chelotropella                                                                                                   |
|           | |
|           | Pachastrissa |
|           | |
|           | Pachataxa enigmatica                                                                                            |
|           | |
|           | Pachataxa lithistina                                                                                            |
|           | |
|           | Pachataxa lutea                                                                                                 |
|           | |

|  | Pachataxa enigmatica |
|  |                      |
|  | Pachataxa lithistina |
|  |                      |
|  | Pachataxa lutea      |
|  |                      |